# Jean de Cherchemont (prélat)
Pour les autres significations, voir Jean de Cherchemont.
Jean de Cherchemont né à Poitiers en 1303 et décédé à Amiens en 1373, fut un prélat catholique français, évêque de Troyes puis évêque d'Amiens.

## Biographie

### Famille
Jean de Cherchemont était le fils de Guillaume de Cherchemont, docteur ès loi  et le neveu de Jean de Cherchemont, seigneur de Venours et chancelier de France.

### Carrière ecclésiastique
Il fut chanoine de l'église Sainte-Radegonde de Poitiers, chanoine de la collégiale de Saint-Quentin puis doyen de Saint-Germain-l'Auxerrois de Paris avant de devenir évêque de Troyes de 1324 à 1326. 
Le pape Jean XXII, le fit accéder au siège épiscopal d'Amiens. Il fit son entrée dans la ville d'Amiens, le 16 août 1327 en compagnie du comte de Flandre et du comte de Saint-Pol. Il resta sur le siège épiscopal d'Amiens 47 ans. C'est le plus long épiscopat que le diocèse d'Amiens ait connu jusqu'au XXIe siècle. 
Il mourut le 26 janvier 1373 et fut inhumé dans la chapelle Saint-Sébastien dite du « Pilier vert » de la cathédrale Notre-Dame d'Amiens

## Pour approfondir